# Christiane Ruthardt

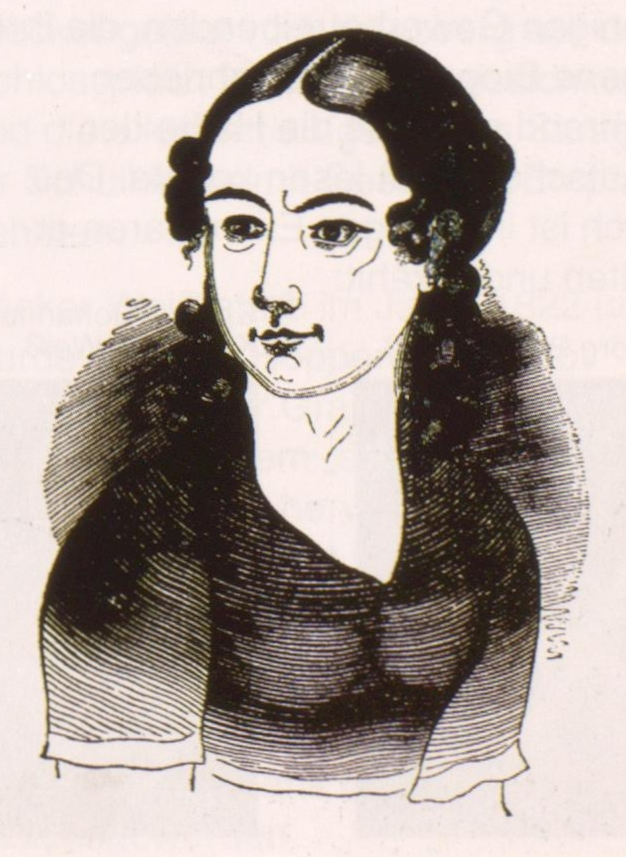
Christiane Ruthardt

Christiane Nanette Ruthardt (* 11. August 1804 in Stuttgart; † 27. Juni 1845 ebenda) war eine deutsche Mörderin.

## Leben
Christiane Ruthardt war die uneheliche Tochter der Hauptmannswitwe Henriette von Lehsten geb. von Schmidt und des Hofmedicus Karl Christian von Klein. Laut Hochzeitseintrag der evangelischen Hospitalkirche zu Stuttgart wurde sie am 11. August 1804 in Stuttgart unter dem Namen Henrietta Christiana Mayer als Tochter von Henriette Christiane Mayer, einer „Tänzers Tochter aus Frankfurt“ geboren und am 18. August getauft. 
Sie wuchs unter dem falschen Namen Mayer bei Pflegefamilien in Ludwigsburg auf, arbeitete dann als Dienstmädchen und erfuhr erst im Alter von 20 Jahren die Wahrheit über ihre Herkunft. Von einer Dienstherrin erbte sie 400 Gulden. Am 28. Juli 1839 konnte sie mit dieser Mitgift den Stuttgarter Goldarbeiter Karl Eduard Gottlieb Ruthardt (* 11. Dezember 1811 in Ludwigsburg) heiraten, mit dem sie mindestens ein Kind hatte. Die Familie lebte in der Torstraße in Stuttgart. Eduard Ruthardt wurde nach kurzer Zeit arbeitslos und verrannte sich in die Idee, ein Perpetuum mobile zu bauen. Er verbrauchte das gesamte Vermögen seiner Frau, um Bücher und Gerätschaften zu kaufen, und begann dann erhebliche Schulden zu machen. Das Vorhaben, in Wildbad eine Gastwirtschaft zu eröffnen und so Geld zu verdienen, scheiterte am fehlenden Betriebskapital.
Da eine Scheidung nach geltendem Gesetz so gut wie unmöglich war, kam Christiane Ruthardt schließlich auf den Gedanken, sich durch einen Giftmord von ihrem Ehemann zu befreien. Sie suchte mehrere Ärzte auf, um sich Arsenik zu verschaffen, das sie ihrem Mann in die Speisen und Medikamente mischen wollte; als Vorwand gab sie an, mit dem Gift eine Rattenplage bekämpfen zu wollen. Tatsächlich gingen drei Ärzte, darunter Johann Wilhelm Camerer (1806–1862), der spätere Vorsteher des Katharinenhospitals, auf ihr Anliegen ein.
Im Frühjahr 1844 zeigten sich bei ihrem Mann die ersten Symptome der Vergiftung. Sein Hausarzt Voettiner diagnostizierte eine Magenentzündung und griff zu einer Behandlung mit Brausepulver, Blutegeln und Senfteigkompressen. Am 9. Mai attestierte der Arzt dem Vergifteten noch gute Genesungschancen, am 10. Mai allerdings fand er ihn, von Christiane Ruthardt ans Krankenbett gerufen, in hoffnungslosem Zustand vor, und einen Tag später starb Ruthardt.

## Aufklärung des Kriminalfalls

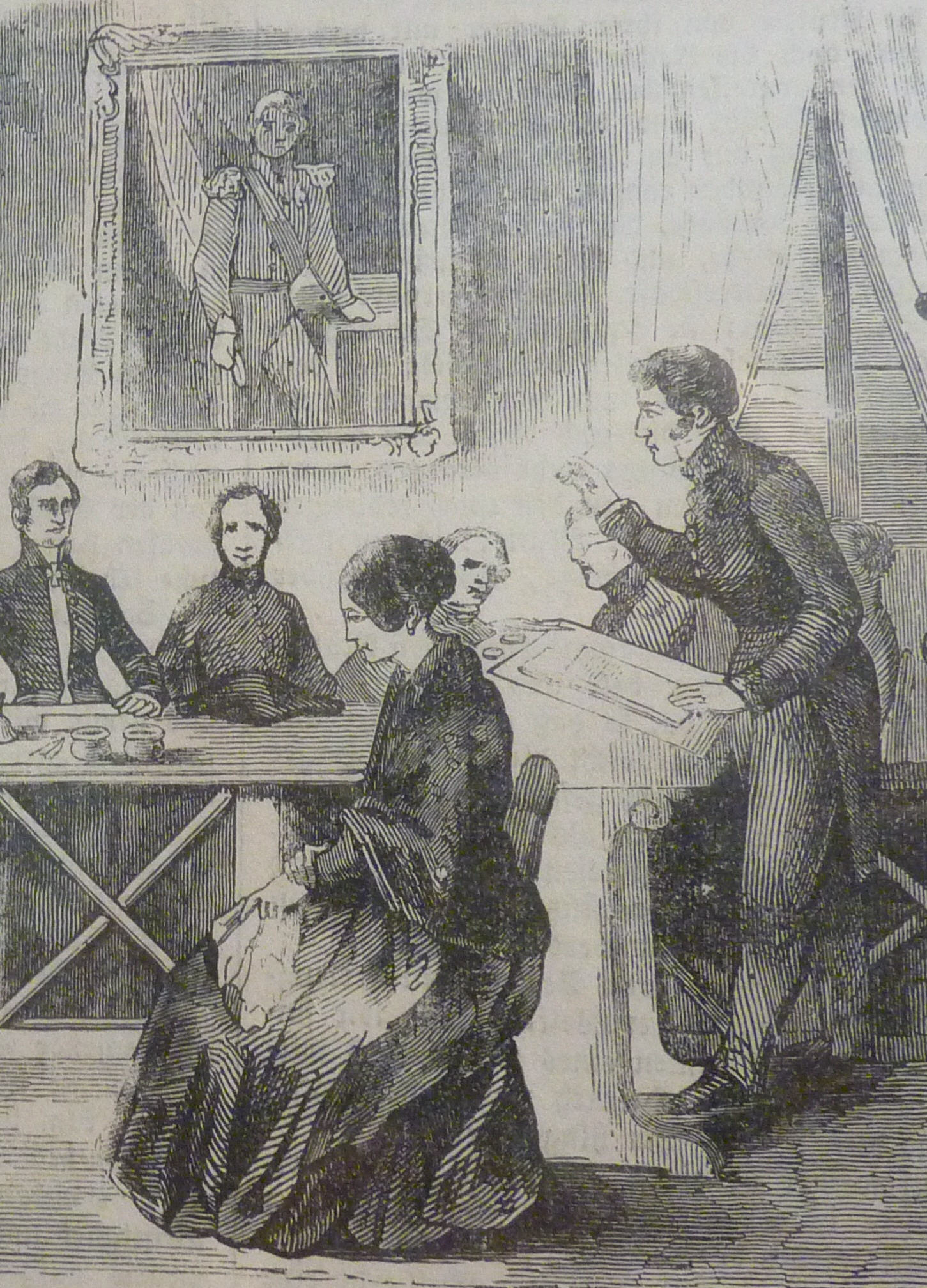
Christiane Ruthardt am 20. Dezember 1844 vor Gericht

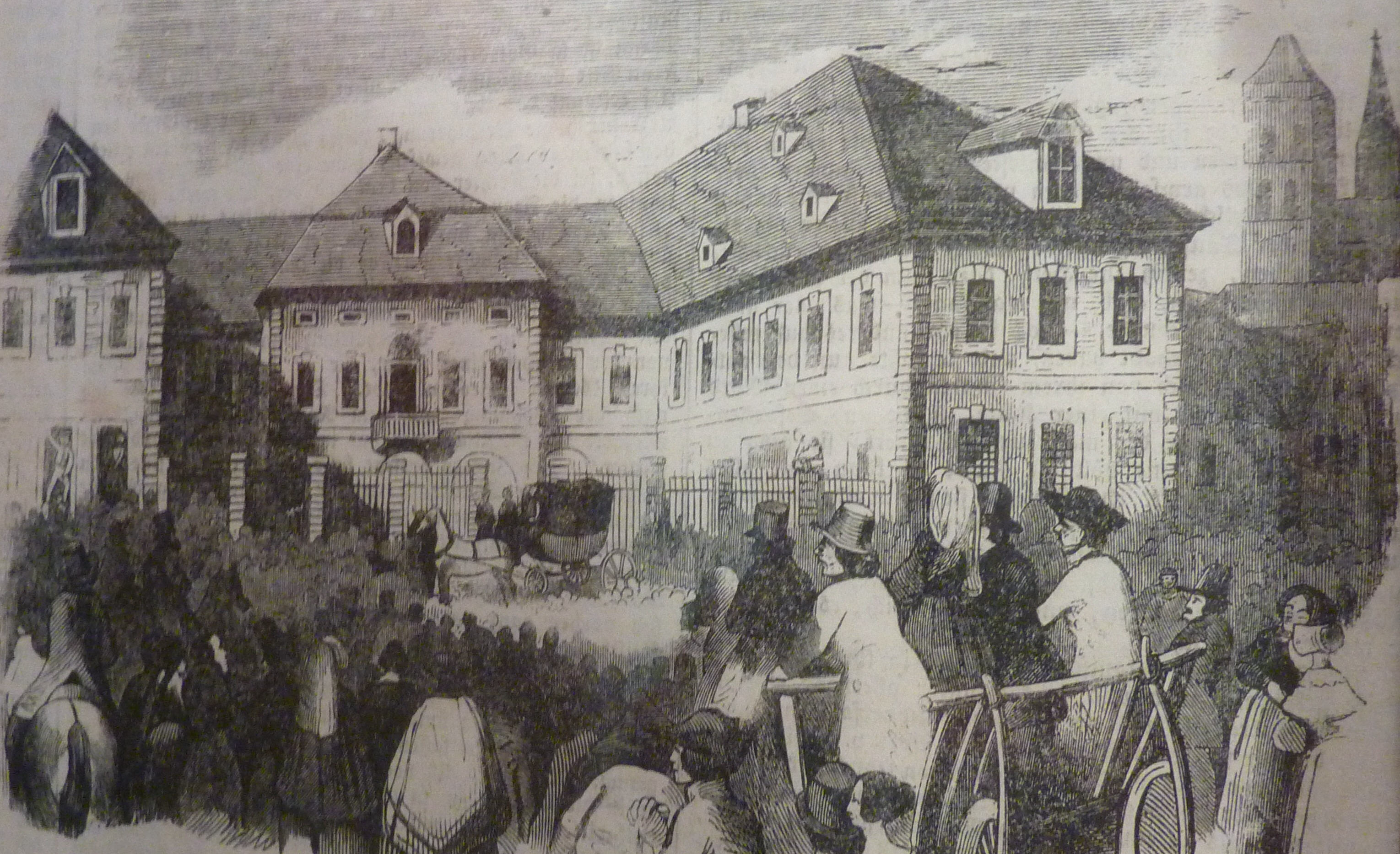
Abtransport nach der Verhandlung in Esslingen

Vier Stunden nach Ruthardts Tod wurde Christiane Ruthardt durch Polizeidiener Gölz festgenommen und auf das Kriminalamt Stuttgart gebracht. Diakon Hofacker hatte den Sterbenden besucht und später mit seinem Schwager und dessen Gattin über den Fall gesprochen. Die Frau des Schwagers erinnerte sich an eine Begegnung mit Christiane Ruthardt im Haus des Arztes Camerer. Bei dieser Gelegenheit hatte sie erfahren, dass Christiane Ruthardt diesen um Arsenik und ein Abführmittel gebeten hatte. Diese Tatsache lenkte nun den Verdacht auf die Witwe.
Die Hauptverhandlung des Falles fand am 20. Dezember 1844 vor dem Criminal-Senat des Königlichen Gerichtshofes in Esslingen statt. Am 23. Dezember 1844 wurde Christiane Ruthardt zum Tod durch Enthauptung und zur Bezahlung der Prozesskosten verurteilt. Die Berufung zum Obertribunal in Stuttgart führte am 7. Juni 1845 zur Bestätigung des Urteils, Gnadengesuche wurden abgelehnt. Am 27. Juni 1845 um 6 Uhr früh wurde Christiane Ruthardt auf der Feuerbacher Heide mit dem Schwert hingerichtet.
Die Akten zum Kriminalfall Ruthardt befinden sich im Staatsarchiv Ludwigsburg; sie tragen die Signatur E 319 Bü 159–160.

## Affäre Ruthardt
Als „Affäre Ruthardt“ wurden einige skandalöse Vorgänge um Christiane Ruthardts Leichnam bekannt, die dazu führten, dass eine Diskussion über den Umgang mit Anatomieleichen in Gang kam. Vor ihrer Hinrichtung hatte Christiane Ruthardt darum gebeten, ihren Leichnam an Ort und Stelle einzuscharren statt ihn der Anatomie in Tübingen zu übergeben. Diesem Wunsch wurde aber nicht stattgegeben, stattdessen wurde die eingesargte Tote einem Fuhrmann zum Transport nach Tübingen anvertraut. Obwohl der Transport eigentlich von zwei Landjägern begleitet werden sollte, wurde in Dettenhausen offenbar ungehindert der Sarg geöffnet und die Leiche vor Neugierigen zur Schau gestellt. In Tübingen angekommen blieb der Sarg mehrere Stunden frei zugänglich im Hof der Anatomie stehen. Christiane Ruthardts Kopf wurde aus dem Sarg gehoben, umhergeworfen und seiner Haare beraubt. Im Juli 1845 erschien ein empörter Artikel in Der Beobachter. In der Folge wurde am 18. Juli 1845 der Anatomiediener Rösch entlassen, der den Leichnam hätte verwahren müssen; ferner wurde die Vorschrift erlassen, Anatomieleichen nur noch nachts zu transportieren. 1855 wurde diese Vorschrift durch die Anordnung ersetzt, die Toten in verschlossenen und mit Stroh kaschierten Kisten zu transportieren. 1863 verzichtete man darauf, die Transporte aus dem Vermögen der Hingerichteten bzw. der Hinterbliebenen zu finanzieren, und übertrug diese Pflicht der Anatomiekasse. 1865 schließlich fand sich die Württembergische Abgeordnetenkammer mit einem Antrag auf kirchliche oder gleichwertige Bestattung der Anatomieleichen konfrontiert. In einem Gegenantrag plädierte der Abgeordnete Oskar von Wächter unter deutlicher Bezugnahme auf den Fall Ruthardt dafür, die Leichen in der Anatomie „anständig“ zu behandeln, was sicher auch die Zahl der freiwillig zur Verfügung gestellten Körper vergrößern werde. Beide Anträge wurden positiv beschieden; in der Folge zeigten sich allerdings erhebliche Schwierigkeiten, was die Durchführung der kirchlichen Begräbnisse betraf.